# Homaloptera indochinensis
Homaloptera indochinensis är en fiskart som beskrevs av Silas, 1953. Homaloptera indochinensis ingår i släktet Homaloptera och familjen grönlingsfiskar. Inga underarter finns listade i Catalogue of Life.